# 과도적 사회
다음은 과도적 사회(過渡的社會)에 관한 설명이다.
전통사회는 도약을 위해 그 선행조건기, 즉 사회가 지속적 성장을 위한 준비를 스스로 혹은 외적인 힘에 촉진되어 정리하는 과도적 시기를 필요로 한다. 미국, 오스트레일리아, 뉴질랜드, 캐나다처럼 전통적 사회의 구조·정치·가치관에 속박되는 일이 적고, 외적인 자연환경의 혜택을 받고 있는 나라들은 예외로 하고, 일반적으로는 유럽, 아시아, 아프리카의 대부분의 여러 나라들은 도약의 선행조건을 만들어내기 위해 전통적인 생산기술·사회구조·정치조직의 전체에 걸쳐 그것들을 실질적으로 고쳐 만들지 않으면 안되었다. 그래서 이 선행조건은 서유럽 제국 특히 영국에서 자연발생적으로 발전했는데, 현대사에 있어서 보다 일반적 사례로서는 전통사회와 선진사회의 접촉으로 생기는 것이다. 전자의 경우 중세 도시의 발달, 화폐경제의 침투, 국민 국가의 건설 등 전통적 사회를 해체시킨 여러 요인, 세계시장의 확대와 국제경쟁, 특히 17세기 말에서 18세기 초에 걸친 근대과학의 지식에 따른 농·공업의 생산성의 비약적인 성장이 선행조건을 창출한 것이라 생각된다.  그런데 이 선행조건을 경제적 측면에서 보면 근대 공업구조의 지속적인 기초를 준비하기 위하여는 농업 및 사회적 간접자본에 혁명적 변화가 필요하다. 즉 과도적 사회는 당면한 인구 증가, 도시 및 고정자본 그리고 유동자본을 위해 필요한 외환증가 등 여러 문제를 해결하기 위하여, 생산방법의 속효적 변혁을 가장 손에 넣기 쉽고, 더구나 자연적으로 이용할 수 있는 자원에 적용한다. 환언하면, 농업 생산성의 향상으로 산출고(産出高)의 급속한 증대를 달성하려 한다. 덧붙여 말하면 농업의 생산성 혁명은 농업서의 실질 소득을 상승시킨 결과 유효수요를 조출(造出)하여 시장을 확대하고 세수(稅收)를 증가시키며, 다시 근대 부문에의 대부기금(貸付基金)의 공급을 증대시킨다. 사회적 간접자본에 대해서는 특히 철도망의 건설이 선행 조건기에 결정적인 지위를 차지하는데, 일반적으로 사회적 간접 자본의 제 특징에 의해 그 건설 과정에는 정부가 매우 중요한 역할을 하였다.  다음에 선행조건을 비경제적 측면에서 보면 새로운 엘리트의 출현이나 사회적 가치관의 변화와 함께 전통적 지주계급의 지역적 이해(利害), 식민세력, 혹은 그 양자에 대항하는 새로운 내셔널리즘에 좌우되는 세력연합 위에 기초하는 중앙집권적 국민국가의 건설이 도약을 위한 결정적인 필요조건이다.